# Naviraí
Naviraí es un municipio del Brasil ubicado en el Estado de Mato Grosso del Sur. La ciudad es considerada el centro comercial del sur del estado, por el comercio y servicios que ofrece.
El área del municipio es de 3.163 km² y la población es de 44.828 habitantes.

## Ubicación
Naviraí se ubica en el sudeste del estado.

## Historia
Fue fundado en 1952. Emancipada en 1963.

## Economía
La economía se basa en el sector productivo, con productos como: azúcar, alcohol, algodón, soja, maíz, y algunas industrias frigoríficas.